# Karl Millner
Karl Millner (* 25. März 1825 in Mindelheim; † 19. Mai 1895 in München) war ein deutscher Landschaftsmaler.

## Leben
Millner kam um 1850 von Mindelheim nach München, der damaligen Kulturhauptstadt Deutschlands, um seine künstlerischen Fähigkeiten zu vervollkommnen und neue Anregungen zu erhalten. Beeinflusst von Carl Rottmann (1797–1850) und Eduard Schleich (dem Älteren, 1812–1874) machte sich Millner schnell einen Namen als guter Maler insbesondere alpenländischer Landschaften. Ab 1858 studierte Millner zusätzlich Malerei bei Julius Lange.
Charakteristisch für seinen Stil waren die dramatisch anmutenden Darstellungen der Hochalpen. Er malte mit hoher Akribie weite Bergpanoramen, die sich durch feine Details und gekonnt eingesetzte Licht- und Schattenkontraste auszeichneten.

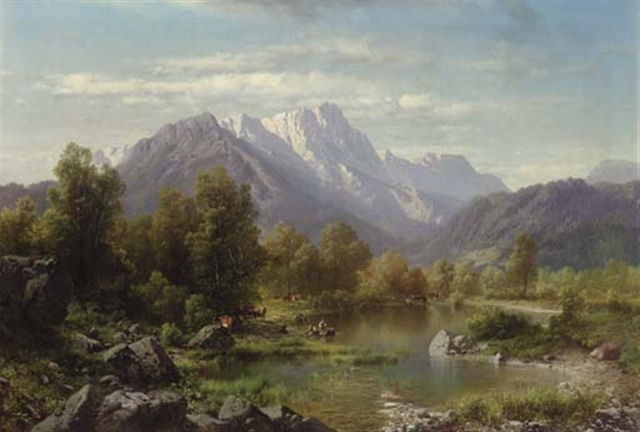
Karl Millner, Berglandschaft, Öl auf Leinwand, 1867

Die Verbindung zum Kunsthändler Daniel Loffel im Jahre 1857 eröffnete für Millner die Möglichkeit, in einem finanziell abgesicherten Rahmen zu arbeiten. Es schuf außerdem die Voraussetzung dafür, viele junge Künstler dieser Zeit in seinem Atelier arbeiten zu lassen.
In Mindelheim erinnert die Carl-Millner-Galerie (eröffnet 2012, neugestaltet 2018) an den in der Stadt geborenen Maler.